# Certificat (économie)
Pour les articles homonymes, voir Certificat.
Pour les certificats de conformité dans le domaine économique, voir certification.
Dans le domaine de la finance, les certificats (ou indiciels) sont des produits dérivés sur action, indice, matière première ou tout autre type d'actif financier. Ils possèdent un effet de levier important comme les warrants mais leur construction les font bénéficier d'un niveau de risque moins important.
Le certificat permet d'illustrer toute sorte de stratégie : la hausse, la stabilité ou la baisse, avec des effets amplificateurs (les certificats turbo). Emis par des établissements financiers, la plupart des certificats font référence à un indice boursier. Leur valeur reflète alors scrupuleusement celle du sous-jacent. L'émetteur garantit leur remboursement à l'échéance à la valeur de l'indice (ou du panier d'actions) à la date ou à un prix fixé par l'émission.
Comme toute option, il existe des certificats pour profiter de la hausse du sous-jacent (Capés) ou de la baisse (Floorés).
- Les Certificats Cappés sont construits comme l’achat d’un call dont le prix d’exercice constitue la Borne Basse du Certificat, et la vente d’un call dont le prix d’exercice constitue la Borne Haute du Certificat, de même échéance et de même sous-jacent. La différence entre les deux bornes donne donc le Maximum de Remboursement à l’échéance. La mise de fonds initiale engagée pour l’achat d’un Certificat est moins importante que celle engagée pour l’achat d’un call classique (de même échéance que le Certificat, et de prix d’exercice équivalent à la Borne Basse), car l’option vendue finance une partie de l’option achetée.
- Les Certificats Floorés sont construits comme la vente d’un put dont le prix d’exercice constitue la Borne Basse du Certificat, et l’achat d’un put dont le prix d’exercice constitue la Borne Haute du Certificat, de même échéance et de même sous-jacent. La différence entre les deux bornes donne donc le Maximum de Remboursement à l’échéance.
- Les Certificats Bonus sont construits comme l'achat d'un call prix d'exercice 0 et l’achat d’un put dont le prix d’exercice constitue la Borne Haute du Certificat, avec une barrière Down&Out dont le niveau constitue la barrière basse, les trois ayant la même échéance et le même sous-jacent. Si le prix sous-jacent ne touche pas la barrière, le remboursement est au minimum égal à la borne haute (le niveau bonus), ou au cours du sous-jacent si celui-ci se trouve au-dessus de la borne haute. Sinon, si la barrière est touchée, le produit vaut le prix du sous-jacent. Ce produit permet donc de profiter pleinement de la hausse du sous-jacent tout en se protégeant contre une légère baisse des cours.